# Koziniec (województwo małopolskie)
Koziniec – wieś w Polsce, położona w województwie małopolskim, w powiecie wadowickim, w gminie Mucharz. Leży na wschodnich stokach Beskidu Małego (Beskid Andrychowski).
| SIMC    | Nazwa        | Rodzaj    |
| ------- | ------------ | --------- |
| 0062870 | Jamrozowo    | część wsi |
| 0062886 | Kępa         | część wsi |
| 0062892 | Krausowo     | część wsi |
| 0062900 | Merkowo      | część wsi |
| 0062917 | Podgórze     | część wsi |
| 0062923 | Pustki       | część wsi |
| 0062930 | Radwanówka   | część wsi |
| 0062946 | Stanikowo    | część wsi |
| 0062952 | Wiercimakowo | część wsi |

Wieś powstała w 1540 r. jako przysiółek Ponikwi. W latach 1975–1998 miejscowość administracyjnie należała do województwa bielskiego.
Z Kozińca wychodzi szlak żółty biegnący na Leskowiec (Groń Jana Pawła II). We wsi funkcjonuje Ochotnicza Straż Pożarna, Wiejski Dom Kultury, a także kaplica z 1880, w której znajduje się obraz Matki Bożej Różańcowej z XIX wieku.